# Агітплакат

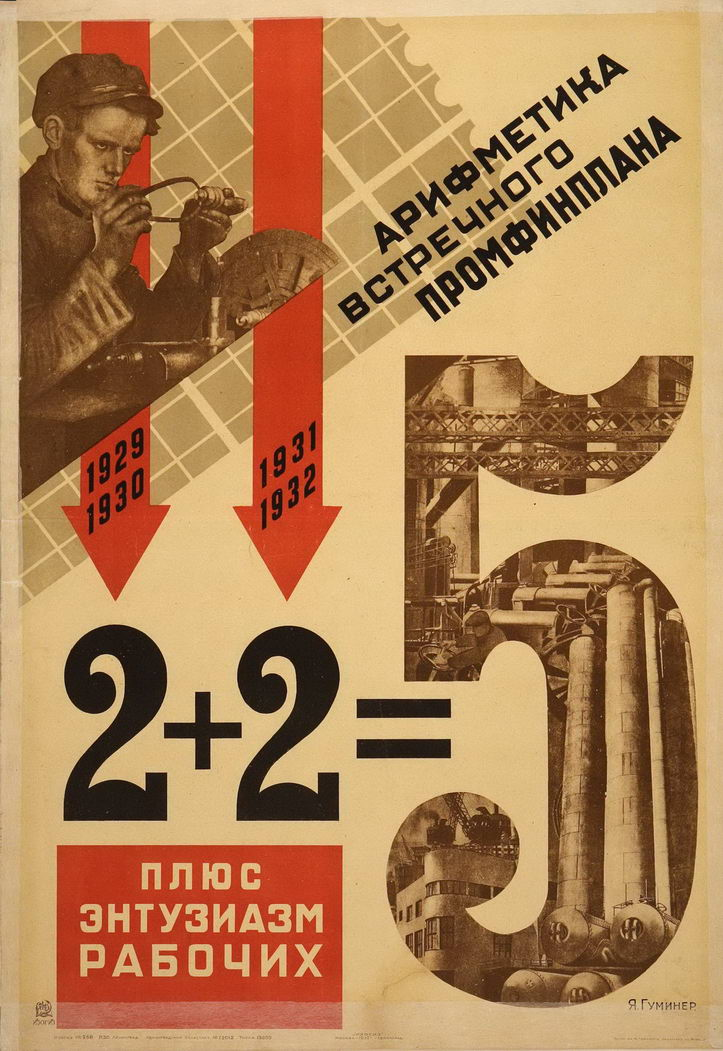
«Арифметика зустрічного промфінплана: 2 + 2 + ентузіазм робітників = 5» — радянський агітплакат, що закликає до виконання п'ятирічного плану за чотири роки. Художник Яків Гумінер, 1931 рік.

Агітаційний плакат (агітплака́т) — вид графічної образотворчої продукції пропагандистського спрямування, різновид плаката.
В СРСР агітплакати використовували для утвердження диктатури комуністичної партії, поширення ідей марксизму-ленінізму-сталінізму. Їм притаманні лаконізм зображальних засобів, динамічність і гострота композиції, монументальна узагальненість форми, декоративність. 
Агітплакати випускалися з приводу офіційних ювілеїв, з'їздів, різних дат, уславлювали більшовиську дійсність. Біля їхніх джерел стояли Вікна сатири РОСТА, РОСТА, УкрРОСТА, ЮгРОСТА часів громадянської війни, Вікна ТАРС, «Вікна сатири» Спілки радянських художників України. 
Агітплакати, випущені в роки німецько-радянської війни, відзначалися емоційною гостротою, актуальністю. 
В Українській РСР виготовеленя і поширення агітплакатів забеспечувала майстерня «Агітплакат» Спілки радянських художників України. Авторами агітплакатів в Україні були зокрема Тимфій Лящук, Федір Глущук, Олександр Ворона, Тетяна Хвостенко, Володимир Буглак.